# Pandora: bajo el paraíso
Pandora: bajo el paraíso (en hangul, 판도라: 조작된 낙원; romanización revisada del coreano: Pandora: jojakdoen nagwon) es una serie de televisión surcoreana dirigida por Choi Young-hoon y protagonizada por Lee Ji-ah, Lee Sang-yoon, Jang Hee-jin, Park Ki-woong y Bong Tae-gyu. Se emitió por el canal  tvN desde el 11 de marzo hasta el 30 de abril de 2023, los sábados y domingos a las 21:10 (hora local coreana). También está disponible en la plataforma Disney+ para algunas regiones del mundo y en Star+ para las regiones de Latinoamérica.

## Sinopsis
Hong Tae-ra no tiene nada que reprocharle a la vida que lleva en términos de riqueza, de fama y de familia, compuesta por un marido genial y una hermosa hija. Sin embargo, en esta vida que todos envidiarían comienzan a aflorar los recuerdos de un pasado perdido, que llevan a Tae-ra (que dice «mi vida perfecta fue el plan de alguien») a preparar su venganza contra las personas que manipularon su destino.

## Reparto

### Principal
- Lee Ji-ah como Hong Tae-ra (Moon Ha-gyeong y N.º 50), una mujer a la que la vida ha dado riqueza y fama.[4][5]
  - Chaerin como Tae-ra de joven (Oh Young).[6]
- Lee Sang-yoon como Pyo Jae-hyun, el marido de Tae-ra. Es el presidente de la compañía tecnológica Hatch, y también candidato para las próximas elecciones presidenciales.[7][8]
- Park Ki-woong como Jang Do-jin, marido de Go Hae-soo y directivo de Hatch.[9]
- Jang Hee-jin como Go Hae-soo, mujer de Jang Do-jin y presentadora principal de YBC.[10]
  - Ha Yul-ri como Go Hae-soo de joven.[11][12]
- Bong Tae-gyu como Gu Sang-chan, director de investigación de Hatch.[13]

### Secundario

#### Familia de Hong Tae-ra
- Han Soo-yeon como Hong Yu-ra, la hermana mayor de Hong Tae-ra, que como tal ha estado siempre pendiente de esta; es empresaria de moda y directora ejecutiva de la marca de moda Lapin.[14]
- Kim Si-woo como Pyo Ji-woo, hija de Pyo Jae-hyun y Hong Tae-ra.[15]

#### Familia de Go Hae-soo
- Cha Kwang-soo como Go Tae-seon, el padre fallecido de Hae-soo, exministro de Estrategia y Finanzas.
- Kim Su Jeong como Gong Ja-young, la madre de Hae-soo.
- Kim Ra-on como Jang Leo, el hijo de Jang Do-jin y Hae-soo.

#### Hospital Psiquiátrico Hanul
- Shim So-young como Kim Seon-deok.[16]
- Gong Jeong-hwan como Jo Gyu-tae.[16]

#### Gente del Grupo Keumjo
- Ahn Nae-sang como Jang Geum-mo, el padre de Jang Do-jin y presidente del Grupo Keumjo.[16]
- Kyeon Mi-ri como Min Young-hwi, la madre de Jang Do-jin y la anfitriona del Grupo Keumjo.[16]
- Hong Woo-jin como Jang Gyo-jin, el hermano mayor de Jang Do-jin y sucesor designado del Grupo Keumjo.[17]
- Seong Chang-hoon como Eom Sang-bae, el ayudante de Jang Geum-mo.
- Song Ah-kyung como Eun Yon-sil, un mayordomo que ayuda a Min Young-hwi.

#### Comité de campaña electoral de Pyo Jae-hyun
- Han Kang-ho como el presidente Chung, presidente del comité de campaña electoral de Pyo Jae-hyun.
- Heo Jae-ho como Oh Young-guk, jefe de contramedidas electorales.
- Jang Won-young como Bong Woo-ri, jefe del departamento a cargo del vestuario y la imagen de Tae-ra.

#### Otros
- Jung Jae-sung como Han Kyung-rok, el líder del Partido Popular y candidato presidencial.[18][19]
- Kwon Hyun-bin como Cha Pil-seung, hermano menor de Moon Ha-gyeong, un guardaespaldas que ayuda a Hong Tae-ra.[16][20]
- Go Yun-bin como Yang Se-jin, el investigador principal de Hatch.[20]
- Ahn Tae-hwan como Park Jun-ho, periodista en YBC.
- Go Han-min como Song, del departamento de prensa de YBC.

## Producción
La serie está dirigida por Choi Young-hoon, quien también dirigió High Society (2015), Good Casting (2020) y One the Woman (2021), esta última también protagonizada por Lee Sang-yoon. La escritora Kim Soon-ok fue la guionista de Penthouse. Para la producción Green Snake Media firmó un contrato con Studio Dragon por un valor de 18 590 millones de wones.
El 22 de septiembre de 2022 se publicaron las primeras imágenes del rodaje. El 17 de enero de 2023 se mostraron imágenes de la primera lectura del guion, y el 27 del mismo mes se lanzó el primer tráiler y el cartel del personaje protagonista. El 10 y el 17 de febrero se lanzaron el tercer y el cuarto tráiler respectivamente, el día 16 del mismo mes un cartel con los cinco protagonistas, y el 20 otro cartel con un primer plano de Lee Ji-ah armada con una pistola.

## Recepción

### Audiencia
La serie registró su pico de audiencia con su segundo capítulo, un 5,7 %, y terminó poco por encima del 4 %. En conjunto fue un resultado decepcionante respecto a las expectativas que había levantado esta nueva colaboración entre la guionista Kim Soo-ok y los actores Lee Ji-ah y Bong Tae-gyu, tras el gran éxito de Penthouse (un 29,2 % en su segunda temporada).
| Temporada | Temporada | Episodio número | Episodio número | Episodio número | Episodio número | Episodio número | Episodio número | Episodio número | Episodio número | Episodio número | Episodio número | Episodio número | Episodio número | Episodio número | Episodio número | Episodio número | Episodio número | Promedio |
| Temporada | Temporada | 1               | 2               | 3               | 4               | 5               | 6               | 7               | 8               | 9               | 10              | 11              | 12              | 13              | 14              | 15              | 16              | Promedio |
| --------- | --------- | --------------- | --------------- | --------------- | --------------- | --------------- | --------------- | --------------- | --------------- | --------------- | --------------- | --------------- | --------------- | --------------- | --------------- | --------------- | --------------- | -------- |
|           | 1         | 1192            | 1405            | 849             | 888             | 724             | 933             | 786             | 999             | 609             | 952             | 620             | 796             | 759             | 991             | 804             | 963             | 892      |

| Episodio | Fecha de emisión    | Índices de audiencia (Nielsen Korea) | Índices de audiencia (Nielsen Korea) |
| Episodio | Fecha de emisión    | Nacional                             | Seúl                                 |
| --- | ------------------- | ------------------------------------ | ------------------------------------ |
| 1 | 11 de marzo de 2023 | 4,891 % (1.ª)                        | 6,074 % (1.ª)                        |
| 2 | 12 de marzo de 2023 | 5,707 % (1.ª)                        | 5.635 % (1.ª)                        |
| 3 | 18 de marzo de 2023 | 3,877 % (1.ª)                        | 4,076 % (1.ª)                        |
| 4 | 19 de marzo de 2023 | 4,057 % (1.ª)                        | 3,81 % (1.ª)                         |
| 5 | 25 de marzo de 2023 | 3,342 %(1.ª)                         | 3,891 % (1.ª)                        |
| 6 | 26 de marzo de 2023 | 4,3 % (1.ª)                          | 4,46 % (1.ª)                         |
| 7 | 1 de abril de 2023  | 3,617 % (1.ª)                        | 3,891 % (1.ª)                        |
| 8 | 2 de abril de 2023  | 4,447 % (2.ª)                        | 4,608 % (2.ª)                        |
| 9 | 8 de abril de 2023  | 2,88 % (1.ª)                         | 3,289 % (2.ª)                        |
| 10 | 9 de abril de 2023  | 4,026 % (2.ª)                        | 4,170 % (2.ª)                        |
| 11 | 15 de abril de 2023 | 3,219 % (1.ª)                        | 3,379 % (1.ª)                        |
| 12 | 16 de abril de 2023 | 3,616 % (2.ª)                        | 3,645 % (2.ª)                        |
| 13 | 22 de abril de 2023 | 3,469 % (1.ª)                        | 3,645 % (1.ª)                        |
| 14 | 23 de abril de 2023 | 4,49 % (2.ª)                         | 4,307 % (2.ª)                        |
| 15 | 29 de abril de 2023 | 3,737 % (1.ª)                        | 3,948 % (1.ª)                        |
| 16 | 30 de abril de 2023 | 4,430 % (1.ª)                        | 4,378 % (2.ª)                        |
| Promedio | Promedio            | 4,007 %                              | 4,2 %                                |
| - En la tabla superior, aparecen en azul los valores inferiores, y en rojo los superiores. - Esta serie se emitió en un canal de cable o televisión de pago, que normalmente tiene una audiencia menor en comparación con las emisoras públicas o de televisión en abierto (KBS, SBS, MBC y EBS). |                     |                                      |                                      |

### Crítica
Kim Da-young (KSP News) destaca de la serie su ritmo rápido, los secretos revelados, los giros continuos en la trama y la cambiante relación entre los personajes, que «cautivaron a los espectadores con un desarrollo emocionante».
Por su parte, también Jeong Han-byeol (Hankook Ilbo) nota la velocidad en que se desarrolla el guion, sin un momento aburrido, aunque cree que ello puede crear una sensación de distracción. Elogia la actuación de Lee Ji-ah, con un registro diferente al de su trabajo en Penthouse, y también la labor de Jang Hee-jin, Park Ki-woong y Bong Tae-gyu. Concluye el crítico señalando que, si bien «recibió una cálida respuesta de algunos espectadores», su resultado final defrauda si se compara con el éxito de aquella.